# 云雾瘰螈
云雾瘰螈（学名：Paramesotriton yunwuensis），一种分布于中华人民共和国广东省西南云雾山的两栖动物，隶属于蝾螈科瘰螈属。

## 形态特征
成年雄螈体长165～186毫米，成年雌螈体长145～161毫米。头部较大，长度大于宽度。背部为橄榄棕色，背脊深棕色。腹部为深橙色，具有较大的不规则的淡橙色块斑和小的黑色斑点。